# Médaille George-Box
Pour les articles homonymes, voir George Box et Box.
La médaille George-Box est un prix en statistiques, nommé d'après le statisticien George Box. Il est décerné chaque année par l'European Network for Business and Industrial Statistics (ENBIS) en reconnaissance de travaux exceptionnels dans le développement et l'application des méthodes statistiques dans les entreprises et l'industrie européennes

## Lauréats
- 2003 George Box
- 2004 Søren Bisgaard
- 2005 Sir David Cox
- 2006 Gerry Hahn
- 2007 Poul Thyregod
- 2008 Doug Montgomery
- 2009 Tony Greenfield (en)
- 2010 David Stewardson
- 2011 Henry Wynn
- 2012 Billi Woodall (Virginia Tech)
- 2013 David Steinberg
- 2014 John F. MacGregor
- 2015 Geoffrey Vining
- 2016 David Hand (en)
- 2017 C. F. Jeff Wu (en)
- 2018 Ron S. Kenett
- 2019 Ronald Does (en)
- 2020 William Meeker
- 2021 Christine Anderson-Cook
- 2022 Jianjun Shi (en)
- 2023 Bianca Maria Colosimo
- 2024 Peter Rousseeuw (en)
- 2025 Alberto Ferrer

Source: ENBIS